# Nilse Pinheiro
Maria Iranilse Brasil Dias Pinheiro (Belém, 19 de setembro de 1978) também conhecida como Nilse Pinheiro Professora Nilse é uma professora, empresária, produtora agrária e política brasileira filiada no PDT. Após seu mandato como secretária municipal, foi eleita vereadora em Ananindeua em 2012 e depois deputada estadual em 2018 e atualmente é secretária-adjunta da Secretaria de Agricultura e Pesca do Pará. 